# Château de Bretteville
Le château de Bretteville est une demeure du XVIIIe siècle qui se dresse sur le territoire de la commune française de Bretteville-Saint-Laurent, dans le département de la Seine-Maritime, en région Normandie. L'édifice, ouvert au public, est partiellement protégé au titre des monuments historiques.

## Localisation
Le château est situé sur la commune de Bretteville-Saint-Laurent, dans le département français de la Seine-Maritime.

## Historique
Le château est bâti vers 1715 par Albert-Louis Asselin, conseiller de Louis XV, issu d'une famille de parlementaires rouennais. En 1729, le domaine est acquis par Louis-Marie Duhamel de Bretteville (1692-1754), marquis d'Oissel, président au Parlement de Normandie, pour la somme de 291 000 livres.
Il passe à Armand Thomas Hue de Miromesnil, qui sera garde des sceaux sous Louis XVI, à la suite de son mariage avec la fille de Louis-Marie, Marie-Louise Duhamel de Bretteville (1727-1760). L'édifice connaît son apogée dans les années 1750.
Puis toujours par alliance il échoit à Paul Charles Cardin Le Bret de Flacourt (1748-1804), avocat général au Parlement de Normandie, à la suite de son mariage avec la fille des précédents, Anne-Angélique Armande Georgette Hue de Miromesnil (1751-1828), comtesse de Selles. 
Puis, par legs successifs, le château est la propriété : d'Alfred de La Motte-Ango de Flers (1817-1883), marquis de Flers, neveu (à la mode de Bretagne) des précédents ; d'Henry Le Compasseur Créqui-Montfort de Courtivron (1865-1941), vicomte de Courtivron, petit-neveu du précédent ; d'André Le Compasseur Créqui-Montfort de Courtivron (1897-1995), comte de Courtivron, petit-neveu du précédent.
En 1989, le domaine est acquis par Alain-Xavier de Chavagnac (1926-2020), comte de Chavagnac, marié à Françoise Riant. Aux côtés de leur mère Françoise, leurs enfants sont aujourd'hui propriétaires du château.

## Description
L'édifice est construit en grès et briques roses.
Le château comporte une cour d'honneur et des jardins. Le complexe comporte un corps de logis rectangulaire et deux ailes. L'ancienne chapelle est devenue église paroissiale. Une aile de service et un bâtiment des offices sont présents.

## Protection
Au titre des monuments historiques :
- le château en totalité, à l'exclusion des aménagements fonctionnels contemporains et des parties classées ; la cour d'honneur avec les douves sèches ; les jardins avec l'ensemble des éléments subsistants de la clôture (piliers, murs, saut-de-loup) ; l'avenue plantée sont inscrits par arrêté du 1er juillet 1991 ;
- les façades et les toitures de l'ensemble des bâtiments des communs et du château sont classée par arrêté du 2 octobre 1992.